# E04号線
E04号線 (E04ごうせん、英: European route E04) は、スウェーデンおよびフィンランドにある道路。欧州自動車道路のAクラス規格の道路である。

## 概要
道路の総延長は1,590 km (990 mi)。スウェーデン南部のデンマークとの国境付近の町ヘルシンボリが起点で、ここから主にバルト海に沿いながらスカンディナビア半島東部を北上する。イェヴレへの道は高速道路のように舗装されていますが、イェブレ以北は道路の幅および車線数が場所によってまちまちとなる。スウェーデンとフィンランドの国境を越えて、両国の国境付近にあるフィンランド側の町トルニオが終点である。道路の大部分がスウェーデン領内にあり、フィンランド国内を走るE4号線の長さは800メートルほどである。
スウェーデン国内では西海岸の一部地域と北部を除く大半の地域に接続し、また首都ストックホルムを初めとした多数の都市を経由するため交通量は多い。
南端のヘルシンボリではE55号線に接続し、また北部の町ルレオでE10号線に、北端のトルニオでE08号線に接続する。

## 経路
- フィンランド
  - トルニオ - ハパランダ
- スウェーデン
  - ハパランダ - ルレオ - ピーテオ - シェレフテオ - ウメオ - エルンシェルツビク - ヘルネーサンド - スンツヴァル - フディクスヴァル - セーデルハムン - イェブレ - ウプサラ - ストックホルム - セーデルテリエ - ニーシェピング - ノーショーピング - リンシェーピング - ヨンショーピング - ヴェルナモ - ユングビー - ヘルシンボリ

経由地に関してはを参照

## E55号線との関連
この道路は当初、現在の南端であるヘルシンボリからギリシャのカラマタを結んでいるE55号線の一部として計画されていた。しかし、E55号線としてこの道路を開通させた場合、E55号線の総延長が長くなりすぎてしまうことや、スウェーデン国民が別の道路として扱われることを望んだことから、現在のE4号線という名称についてはE55号線の一部区間の名称として扱われている。